# خوسيه رامون إينوخوسا مونتالبو
خوسيه رامون إينوخوسا مونتالبو (بالإسبانية: José Ramón Hinojosa Montalvo)‏ ـ (ولد في بلنسية سنة 1947) هو مؤرخ وأستاذ جامعي إسباني، يعمل أستاذًا لتاريخ العصور الوسطى بجامعة أليكانتي الإسبانية. وهو مراسل أكاديمي للأكاديمية الملكية للتاريخ في مدريد.

## من مؤلفاته
- يهود مملكة بلنسية: من الاضطهاد إلى الطرد (بالإنجليزية: The Jews in the Kingdom of València, from the persecution to expulsion)‏ ـ 1993.
- حوض البحر المتوسط في العصور الوسطى (بالإسبانية: El Mediterráneo medieval)‏ ـ 1999.
- معجم تاريخ مملكة بلنسية في العصور الوسطى (بالإسبانية: Diccionario de historia medieval del Reino de Valencia)‏ ـ 2002.